# Kourtáki
Kourtáki (Kourtaki) är en ort i Grekland.   Den ligger i prefekturen Nomós Argolídos och regionen Peloponnesos, i den södra delen av landet, 90 km väster om huvudstaden Aten. Kourtáki ligger 30 meter över havet och antalet invånare är 296.
Terrängen runt Kourtáki är kuperad norrut, men söderut är den platt.Runt Kourtáki är det tätbefolkat, med 257 invånare per kvadratkilometer. Närmaste större samhälle är Argos, 3,5 km väster om Kourtáki. Trakten runt Kourtáki består till största delen av jordbruksmark.